# MonsterQuest
MonsterQuest (por vezes grafado Monsterquest ou Monster Quest) é uma série de televisão norte-americana do género documentário, exibida pela primeira vez em 31 de outubro de 2007 no canal History. O tema do programa é a busca por vários criptidos e entidades paranormais alegadamente avistados pelo mundo.

“Relatos de monstros são vistos no mundo todo. Eles são reais ou imaginários? A ciência procura respostas, em MonsterQuest.”

— Abertura de Monster Quest

## Cancelamento
Em uma declaração feita em 24 de março de 2010 no blog Cryptomundo, o produtor de MonsterQuest, Doug Hajicek anunciou que o History Channel havia cancelado a série na metade da 4ª temporada. Hajicek disse, "O fim oficial da MonsterQuest não aconteceu por causa da falta de tópicos ou por falta de espectadores. A rede decidiu ir para outro sentido de assegurar o seu futuro como uma força poderosa na televisão."

## Episódios
| Temporada | Temporada | N° de episódios | Data      |
| --------- | --------- | --------------- | --------- |
|           | 1         | 14              | 2007–2008 |
|           | 2         | 20              | 2008      |
|           | 3         | 24              | 2009      |
|           | 4         | 9               | 2010      |

### Primeira temporada
| Ep# | Imagem | Título                               | data da 1ª apresentação | Descrição |
| 01  |        | Monstro do Lago Ness da América      | 31 de outubro 2007      | Nessie é um dos mais famosos monstros marinho, mas em Vermont no Lago Champlain, seu primo Champ fez tantas aparições que já ganhou a fama de Monstro do Lago Ness Americano. |
| 02  |        | Ataque do Pé Grande                  | 7 novembro de 2007      | Uma cabana remonta no norte de Ontário vem sendo alvo de ataques bizarros de criaturas suspeitas de serem o Pé Grande. Enquanto isso, outros relatórios de Sasquatch agressivo no Noroeste dos Estados Unidos vem aparecendo mais e mais. NOTA: durante e investigação, pedras vindas da floresta foram arremessadas no telhado da cabana. |
| 03  |        | Lula Gigante                         | 14 novembro de 2007     | Apesar de aparência frágil, as lulas são fortes, agressivas e podem atingir 2m de comprimento. Se uma lula pode matar um humano, ficar diante da lendária Lula de Hamblot que supostamente vive no Mar de Cortez, deve ser um verdadeiro pesadelo. NOTA: no final da expedição, é achada uma lula de aproximadamente 12m.                  |
| 04  |        | Pássaros Gigantes                    | 21 novembro de 2007     | Desde tempos antigos, tribos indígenas reverenciam várias criaturas já, ou não descobertas. Nos estados de Illinois, Texas e Alasca, um pássaro mitológico conhecido como Pássaro-Trovão está sobrevoando o local e causando espanto nos moradores.                                                                                        |
| 05  |        | Pé Grande                            | 28 novembro de 2007     | Desde que Patterson Gimlin filmou o suposto Pé-Grande em 1967, a criatura vem fazendo suas aparições. MonsterQuest investiga o estado de Washington, um dos lugares com maior número de aparições, enquanto especialistas estudam o filme antigo filme de Patterson.                                                                       |
| 06  |        | Cães Mutantes                        | 5 dezembro de 2007      | Em Maine e em Minnesota, os animais de estimação vem sendo atacados por estranhos caninos híbridos. |
| 07  |        | Leões no Quintal                     | 12 dezembro de 2007     | Antes disso ser proibido por lei, algumas pessoas usavam grandes felinos como mascotes. Em áreas povoadas do Arizona, Virgínia Ocidental, Pensilvânia e Nova Iorque, é possível que alguns remanescentes desses animais ainda podem estar vivos e assustando os habitantes.                                                                |
| 08  |        | O Peixe Gigante Assassino            | 19 dezembro de 2007     | Um bagre de 2m que foi pescado na China e histórias contadas por indígenas de que um misterioso peixe gigante de água doce engoliu uma criança levam os cientistas a acharem que algumas espécies de peixes estão crescendo descontroladamente, chegando ao ponto de poder comer humanos.                                                  |
| 09  |        | Monstro do Pântano                   | 26 dezembro de 2007     | Pântanos são lugares silenciosos e misteriosos. Desde muito tempo, monstros são visto nesses lugares. Os da Louisiana e Flórida podem estar servindo de esconderijo para o lendário Homem-Gambá. |
| 10  |        | Homem-Macaco da Rússia               | 2 janeiro de 2008       | O ex-ditador soviético Joseph Stalin pretendia criar híbridos de humanos e macacos para obter um exército perfeito, mas seus planos não deram certo. Ninguém sabe ao certo como ele iria criá-los, mas é possível que alguma experiência esteja a solta.                                                                                   |
| 11  |        | Criaturas Voadoras Não Identificadas | 9 janeiro de 2008       | Criaturas extra-dimensionais atmosféricas, aliens, insetos ou simplesmente borrôes em câmeras? Estas são algumas das possibilidades sobre o que são os intrigantes Rods. |
| 12  |        | O Verdadeiro Hobbit                  | 16 janeiro de 2008      | Hobbits humanoides chamados Homo Floresiensis no sudeste asiático e a criatura humanoide macaco conhecido como o Orang Pendek vem deixando cientistas e viajantes repletos de curiosidade. |
| 13  |        | Giganto: O Verdadeiro King Kong      | 19 janeiro de 2008      | Para alguns, os contos de King Kong vieram da imaginação humana, mas os que acreditam na existência contínua de Gigantopithecus, uma espécie extinta de primata gigante, dizem que esse enorme gorila foi a fonte de inspiração. |
| 14  |        | Lobisomem Americano                  | 23 janeiro de 2008      | Meio lobo e meio homem, os lobisomens começaram a aparecer a alguns séculos. Wisconsin e Michigan estão sendo lugares sobre relatos de um lobisomem como a criatura também conhecida como a Besta de Bray Road e Michigan Dogman. |
|     |        |                                      |                         | |

### Segunda temporada
| Episódio# | Imagem | Título                             | Data da 1° apresentação pública | Descrição |
| 15        |        | Mega Porcos                        | 28 maio de 2008                 | Investigação sobre grandes suínos como o Porcozilla de 800 quilos. |
| 16        |        | Besta Vampíra                      | 4 junho de 2008                 | Durante a década de 50, em Virgínia, uma estranha criatura se alimentou do sangue da pecuária local e dos animais de estimação. Agora, 50 anos depois, os mesmos ataques estão acontecendo novamente, dessa vez na cidade de Bolívia, Carolina do Norte. |
| 17        |        | Fantasmas                          | 11 junho de 2008                | Investigação sobre a existência de fantasmas, estudando a atividade no machado Lizzie Borden casa de assassinato em Fall River, Massachusetts, uma Guerra Civil batalha em Gettysburg, e estranho metragem da câmara de gás da estação, em Parma, Ohio. |
| 18        |        | Homem da Relva de Ohio             | 18 junho de 2008                | Investigação sobre os avistamentos e provas físicas de criaturas como o Sasquatch que podem se esconder no deserto do leste do estado de Ohio. |
| 19        |        | Cobras Gigantes                    | 25 junho de 2008                | Investigação de histórias de cobras gigantes, sucuris enormes na Venezuela, que estariam comendo homens. |
| 20        |        | Ratos Gigantes                     | 2 julho de 2008                 | Investigação sobre a evidência arqueológica que os ratos comuns cresceram para tamanhos enormes no passado e, um olhar em relatórios recentes da cidade de Nova York de que estes roedores gigantes podem estar voltando. |
| 21        |        | A Fera de Exmoor                   | 9 de julho de 2008              | Investigação sobre o que as testemunhas dizem que é uma "besta negra" como a pantera que está matando o gado ao longo de uma paisagem inglesa. |
| 22        |        | O Mistério do Chupacabras          | 23 julho de 2008                | Investigação do Chupacabras, um bípede misterioso, ou em alguns relatórios, uma criatura parecida com cão que dizem ser responsável por uma onda de assassinatos inexplicáveis em Porto Rico e no Texas. |
| 23        |        | Lenda do Pé Grande                 | 30 julho de 2008                | Investigação sobre o que as lendas dos nativos americanos têm a dizer sobre o Pé Grande. |
| 24        |        | Vampiros na América                | 6 agosto de 2008                | Investigação sobre as lendas de vampiros que assombravam a Nova Inglaterra em 1700 e uma olhada nos dias modernos com pessoas auto-proclamadas "vampiros vivos" que têm um desejo real de sangue. |
| 25        |        | Terror sem Ossos                   | 13 agosto de 2008               | Expedição feita nas profundezas do Pacífico para achar polvos monstruosos como Kraken e Lusca. |
| 26        |        | Pé Grande em Nova York             | 20 agosto de 2008               | Investigação sobre um avistamento de Sasquatch em 1976 em Nova York, onde policiais avistaram uma criatura conhecida como Monstro de Whitehall que ainda da assombra a região. NOTA: No final deste programa é possível ver em uma entrevista um possível "Pé-Grande" caminhando pela floresta.                                                                                            |
| 27        |        | Monstro dos Lagos Norte Americanos | 17 setembro de 2008             | Investigação que procura Cressie, um monstro marinho que se esconde nas profundezas do Lago Crescent. |
| 28        |        | Homem Selvagem Chinês              | 21 setembro de 2008             | Investigação sobre uma expedição chinesa que acabou vendo o Yeren, um primo do Pé Grande que supostamente tem pêlos de coloração avermelhada, mede de 5 a 7 metros de altura e vive escondido na província de Hubei. |
| 29        |        | Ataque do Urso Gigante             | 24 setembro de 2008             | Investigação em relatórios de terríveis ataques de ursos, do Alasca à Nova Jersey, com foco em testemunhos e vestígios físicos que podem ser indícios de novos ursos híbrido de tamanho pré-históricos. |
| 30        |        | Emboscada da Lula Gigante          | 8 outubro de 2008               | Após a equipe MonsterQuest ter avistado uma lula de aproximadamente 18 metros, uma nova expedição foi feita para encontrar outros exemplares. |
| 31        |        | Aranhas Gigantes                   | 22 outubro de 2008              | Um olhar sobre o medo do homem de aranhas começando com os Solifugos - um grande deserto serve moradia para aracnídeo do Iraque que pode ter sido trazido para o Texas por soldados americanos que serviram lá, e então uma jornada nas selvas do Peru em busca de outros aracnídeos maciço que alguns moradores locais afirmam serem grandes o suficiente para comer um cachorro pequeno. |
| 32        |        | Tubarão em Illinóis                | 29 outubro de 2008              | Investigação em relatórios que Tubarões Touro do Golfo do México têm nadado até o rio Mississippi, na medida do estado de Illinois e também relatórios do Tubarão da Groelândia matando um Caribou ao longo do rio St. Lawrence Seaway. NOTA: no final do episódio, foi descoberto que um Tubarão da Groelândia conseguiu chegar a Illinóis.                                               |
| 33        |        | Dragões Reais                      | 5 novembro de 2008              | Um olhar sobre ataques a seres humanos pelos maiores lagartos do mundo conhecido, os Dragões de Komodo, e uma investigação em relatórios que um lagarto ainda maior, o Megalania supostamente extinto, ainda podem esconder-se na região da Austrália nas Montanhas Azuis. |
| 34        |        | Ataque do Pé Grande II             | 12 novembro de 2008             | Uma expedição que volta à cabana de caça remota no norte de Ontário, que era suspeito de ter sido atacado por Sasquatch, e um novo exame das provas de DNA de manchas de sangue encontradas no local. |
|           |        |                                    |                                 | |

### Terceira temporada
| Episódio# | Imagem                   | Título                            | Data da 1ª Apresentação Pública | Descrição |
| 35        |                          | Morte do Lago Ness                | 4 fevereiro de 2009             | Nos últimos anos, a famosa Nessie tem se mostrado cada vez menos, o que faz pensar que ela pode estar morta. Porém em 2007, foram filmadas duas criaturas nadando lado a lado no Lago Ness. MonsterQuest investiga o local em busca de Nessie, ou de sua possível carcaça.                                                                                 |
| 36        |                          | Assassinos de Gado                | 11 fevereiro de 2009            | Um misterioso predador está mutilando o gado da América do Norte. MonsterQuest investiga o local em busca de uma criatura não identificada. A teoria mais aceita no momento são de OVNIs, devido aos misteriosos círculos deixados nos locais dos ataques.                                                                                                 |
| 37        |                          | Espreitando no Pântano            | 18 fevereiro de 2009            | Investigações em pântanos para descobrir uma misteriosa criatura descrita como um Sasquatch, responsável por violentos ataques. O caso inspirou o filme A Lenda de Boogye Creek. |
| 38        |                          | Diabo de Nova Jersey              | 25 fevereiro de 2009            | Nos últimos 250 anos, os habitantes de Nova Jersey afirmam ter visto uma criatura com corpo e cabeça de cavalo, asas de morcego e rabo de serpente, nomeada de Diabo de Nova Jersey. 60 integrantes da equipe MonsterQuest investigam o local, enquanto detetives conversam com as vítimas dos ataques da criatura.                                        |
| 39        |                          | Crocodilos nos Esgotos            | 4 março de 2009                 | Há muito tempo, persiste uma lenda em Nova York: a que existem crocodilos nos sistemas de esgotos. Vários repórteres foram ignorados. Diversos crocodilos já foram retirados dos esgotos, eram extremamente grandes. Exterminadores tentaram acabar com a situação, mas as histórias continuam.                                                            |
| 40        |                          | A Matança do Monstro das Neves    | 11 março de 2009                | Nas Montanhas Rochosas da América do Norte, os uapitis(espécie de veado) locais estão sendo mortos por uma criatura descrita como um Sasquatch das Neves. As vítimas recentes podem dar pistas do tal monstro. |
| 41        |                          | Tubarão Gigante                   | 18 março de 2009                | A Península da Baixa Califórnia no México pode estar sendo o lugar perfeito para abrigar um Tubarão de 18 metros. A fera, possivelmente pré-histórica ataca suas vítimas por baixo, e por isso recebeu o nome de Demônio Negro. NOTA: durante todo o episódio, vários tubarões foram achados, mas somente o último foi visto, sendo ele um Tubarão-baleia. |
| 42        |                          | Contatos Imediatos                | 25 março de 2009                | Com o passar do tempo, os Sasquatches foram umas das criaturas mais vistas pelo ser humano. Porém, a grande diferença histórica é que eles estão passando de animais tímidos para monstros agressivos, destruindo carros e atacando os seres humanos, que agora podem ser suas presas.                                                                     |
| 43        | Ficheiro:Plesiosaur8.jpg | Demônios do Lago                  | 15 abril de 2009                | Desde a antiguidade, as águas profundas causam curiosidade e medo no ser humano, devido aos seus animais conhecidos ou não. Na Colúmbia Britânica, o mostro da vez é Ogopogo, primo de Nessie e Champ. Novas técnologias podem ser uma ajuda crucial na busca pela sua existência.                                                                         |
| 44        |                          | Monstros do Mar                   | 22 abril de 2009                | Nos lagos da Flórida, uma estranha criatura está a assustar os pescadores. Ela tem as mesmas características de monstros aquáticos antigos: focinho largo e arredondado, grande corpo e cauda em formato de tridente. Sua existência é ainda mais fortificada, devido ao um habitante que o filmou por 40 minutos.                                         |
| 45        |                          | Misteriosa Ilha dos Macacos       | 29 abril de 2009                | Em uma pequena ilha, no Canadá, turistas e indígenas estão vendo um misterioso Homem-Macaco. A criatura não é recente, os índios do local à vem a anos e dizem que existem mais de um deles. |
| 46        |                          | Peixe Gigante Assassino II        | 6 maio de 2009                  | |
| 47        |                          | Ilha do Tigre Perdido             | 13 maio de 2009                 | Rápido, perigoso e forte, o Tigre da Tasmânia foi extinto a pelo menos um século. Porém, este marsupial autraliano pode estar revelando que sua extinção não passava de um mito. |
| 48        |                          | A Invasão das Águas-Vivas Mortais | 27 maio de 2009                 | Consideradas sem nenhuma inteligência, as Águas-Vivas são monstros enormes e praticamente invisíveis, e parecem que estão crescendo não só em quantidade, mas também em tamanho. Pesquisas recentes mostram que além disso, esses assassinos podem escolher suas vítimas e o local do ataque.                                                              |
| 49        |                          | Monstros Voadores                 | 3 junho de 2009                 | Há muito tempo, junto dos dinossauros, animais enormes sobrevoavam o globo terrestre, os pterodáctilos. Contudo, em Papua-Nova Guiné, um possível remanescente, chamado de Demônio Voador pode estar causando medo e espânto nos indígenas locais. Ele possui tamanho, força, velocidade, e segundo alguns, é bioluminecente.                              |
| 50        |                          | A Maldição do Homem Macaco        | 10 junho de 2009                | Na Índia, uma criatura que é adorada e venerada em rituais locais pode estar causando pânico e medo nos habitantes. O chamado Homem Macaco já causou grandes caçadas e até mesmo a interrupção policial. Muitos acreditam que o monstro pode ser uma espécie desconhecida de primata conhecida como Mande Barung.                                          |
| 51        |                          | Crocodilos Assassinos             | 17 junho de 2009                | Assassinos forazes, os crocodilos são um dos animais que mais matam no mundo inteiro. Eles começaram sua existência junto com os dinossauros, mas com tamanhos inimagináveis. Entretanto, esses antigos Super Crocodilos parecem estar volta, na América do Norte, África e Ásia.                                                                          |
| 52        |                          | O Último Dinossauro               | 24 junho de 2009                | |
| 53        |                          | Evidência Crítica                 | 8 julho de 2009                 | |
| 54        |                          | O Verdadeiro "Cujo"               | 22 julho de 2009                | Cujo é um livro de terror escrito por Stephen King, que conta a luta de uma família contra seu cachorro Cujo, que se tornou um assassino devido a mordida de um morcego. Durante o decorrer do livro, ele mata pessoas, mutilando-as por completo. O que Stephen não esperava é que o monstro de seu livro chegasse as ruas do mundo real.                 |
| 55        |                          | Terror do Céu                     | 29 julho de 2009                | Desde das grandes antiguidades, o céu é um lugar que encanta e assusta o ser humano. Suas criaturas podem ser fantásticas ou até mesmo, assustadoras. Uma dessas ameaças podem ser estranhos objetos humanóides voadores que estão sendo vistos no mundo todo, e alguns parecem ser agressivos.                                                            |
| 56        |                          | Chipanzés Assassinos na América   | 12 agosto de 2009               | Macacos são animais divertidos em engraçados, em especial, os chimpanzés. Contudo, ao atingirem a maturidade, esses dóceis mamíferos se transformam em violentos chimpanzés assassinos. |
| 57        |                          | Tigres no Subúrbio                | 19 agosto de 2009               | |
| 58        |                          | O Verdadeiro Moby Dick            | 26 agosto de 2009               | |
|           |                          |                                   |                                 | |

### Quarta temporada
| Episódio# | Título                      | Data da 1ª Apresentação Pública |  |  |
| 59        | Tubarão Monstro             | 13 de Janeiro de 2010           |  |  |
| 60        | Besta Rural                 | 20 de Janeiro de 2010           |  |  |
| 61        | Pitons Gigantes na América  | 27 de Janeiro de 2010           |  |  |
| 62        | Abelhas Assassinas Gigantes | 3 de Fevereiro de 2010          |  |  |
| 63        | Homem Mariposa              | 10 de Fevereiro de 2010         |  |  |
| 64        | Invasão de Piranhas         | 3 de Março de 2010              |  |  |
| 65        | Monstro Lagarto             | 10 de Março de 2010             |  |  |
| 66        | Sasquatch da Serra          | 17 de Março de 2010             |  |  |
| 67        | Homem-Lobo da América       | 24 de Março de 2010             |  |  |
|           |                             |                                 |  |  |

### Episódio especial
| Título                     | Data da 1ª Apresentação Pública | Descrição |  |  |
| Abominável Homem das Neves | 25 de Outubro de 2009           | Um episódio especial de 2h em busca de evidências do lendário Yeti. Rumo ao Himalaia, a equipe procurará essa criatura noturna que possivelmente está causando ataques nas vilas locais. |  |  |
|                            |                                 | |  |  |